# Elliniko
Elliniko (en griego: Ελληνικό, romanizado: Ellinikó) es un pueblo y la sede de la comunidad municipal de Elliniko, unidad municipal de Argos, municipio de Argos-Micenas, unidad periférica de Argólida, periferia del Peloponeso, Grecia.   
Según los datos del censo de 2011, la población asciende a 378 residentes.

## Historia
El asentamiento está construido al noroeste de Argos, al pie del monte Artemisio, a una altitud de 250 metros, cerca de las fuentes del río Erasinos. Administrativamente, fue hasta 1997 sede de la comunidad homónima del distrito de Argos. Luego se incluyó en el municipio de Argos, desde 2011 es una comunidad del municipio de Argos-Micenas.

### Pirámide de Elliniko
En Elliniko se encuentra la pirámide mejor conservada de Grecia, conocida como la pirámide de Elliniko. No se sabe con exactitud cuándo se construyó, ya que las fechas que se han dado tienen grandes discrepancias entre sí. La opinión predominante estima que fue construido alrededor del siglo IV a. C..

## Población
La población mostró un aumento significativo hasta 1951. Desde entonces ha mantenido en niveles estables.